# Шайноги
Шайноги — село в Україні, в Шептицькому районі Львівської області. Населення становить 394 особи.

## Населення

### Мова
Розподіл населення за рідною мовою за даними перепису 2001 року:
| Мова       | Кількість | Відсоток |
| ---------- | --------- | -------- |
| українська | 394       | 100%     |

## Назва
За роки радянської влади село в документах називали «Шийноги». 1989 р. селу повернули історичну назву.

## Уродженці села
- Повідаш Ірина Василівна (* 6 червня 1947 р, с. Шайноги Радехівського району) — публіцист, редактор, член Національної спілки журналістів України. Закінчила факультет журналістики ордена Леніна Львівського держуніверситету ім. Івана Франка. Пройшла всі сходинки творчої праці в редакції газети «Радянські Карпати», з 1991 р. — «Карпати» (смт. Путила Чернівецької області) аж до її головного редактора. Про трудову діяльність І. В. Повідаш йдеться у науково-популярному виданні «Інформаційний простір Буковини на початку ІІІ тисячоліття» / упорядник Д. І. Миронюк. — Чернівці: Видавничий дім «Букрек», 2012. — С. 266. — ISBN 978-966-399-476-5.(17.01.2015).
- Шайнога Дмитро Андрійович (1929—2005) — український живописець.